# Павша Онаньинич
Павша Онаньинич (Павел, Павша Ананьинич) (ум. 1273 г.) — новгородский посадник в 1268—1272, 1272—1273 гг.

## Посадничество

### По летописи
После гибели в Раковорской битве прежнего посадника Михаила Фёдоровича, в феврале 1268 г. назначен на его место был Павша Онаньинич. В 1271 г. Павша участвовал в посольстве к Дмитрию Александровичу для приглашения на Новгородское княжение. 9 октября 1272 г. Дмитрий Александрович стал Новгородским князем. Однако в том же году на новгородском столе сменяет князя Дмитрия Василий Ярославич и Павша теряет посадничество. Посадником становится Михаил Мишинич. После потери посадничей должности, Павша из Новгорода бежит к князю Дмитрию.
В том же 1272 г. Павша повторно назначен на посадника, когда он находился в Костроме. Это стало возможным из-за примирения Павши с князем Василием. В 1273 г. Павша занимался вопросами выбора нового архиепископа Новгородского, так как прежний Далмат был при смерти (умер 21 октября 1273 г.). По благословению Далмата следующим владыкой стал Климент. После этого Павша зимой 1273 г. умирает и посадником вновь становится Михайло Мишинич.

### По договорам
Посадник Павша фигурирует в двух документах времени начала первого посадничества. Первым документом является договорная грамота Новгорода с тверским князем Ярославом Ярославовичем. В. Л. Яниным датируется 1268 г., так как в договоре нет упоминаний тысяцского — в этом году пропал без вести Кондрат (во время Раковорской битвы), а нового ещё некоторое время не назначали. Также этот год согласуется с формулировкой в грамоте, которая отражает победу новгородцев над князем Ярославом.
В 1269 г. Павша Онаньинич совместно с тысяцким Ратибором и князем Ярославом Ярославичем подписали договор с Любеком и Готским берегом. В договоре рассматривались торговые и судебные отношения между новгородцами и немцами.

## Семья
1. Павша Онаньинич
  1. Михаил Павшинич
    1. Захария Михайлович
      1. Андреян Захарьинич
      2. Есиф Захарьинич
        1. Афанасий Есифович Свекла
        2. Василий Есифович Нос